# ليديا أورحمان
ليديا أورحمان (من مواليد 1992 في سعيدة بالجزائر) هي فنانة متعددة الاختصاصات مقيمة في الجزائر. انتشرت أعمالها دوليًا في أماكن مثل كا بيسارو، ومتحف لويزيانا للفن الحديث، ومعرض مانيفيستا، ومعرض كونستفيرين بميونيخ، والمتحف الجديد، معرض تشيزنهال باسطنبول ومركز الفن المعاصر لويجي بيتشي، ومعرض زاتشتا الوطني للفنون ، ومعهد الفنون المعاصرة، والمتحف العالمي بالمملكة المتحدة، ومعهد واتيس للفنون المعاصرة، ومتحف العالم بليفربول، وفي مشروع جون جونز لدى مؤسسة دلفينا في لندن، وفي معرض إليس كينج في دبلن.
تخرجت ليديا من جامعة جولدسميث بلندن عام 2014. وتشمل ممارساتها الفنية الوسائط المتعددة، وفيديوهات، ومداخلات عامة، وإلقاء المحاضرات. تستعرض أعمال ليديا الشباب، والوجود الانتقالي، والمراقبة، والآراء الاجتماعية والسياسية المعقدة.